# فهرست قنات‌های شهرستان مراغه
جدول زیر بر اساس آمار وزارت جهاد کشاورزیتهیه شده‌است. فهرست زیر قنات‌های شهرستان مراغه در استان آذربایجان شرقی را نشان می‌دهد.
| نام قنات        | موقعیت                  | نزدیک‌ترین روستا | طول قنات (متر) | تعداد میله چاه | عمق مادر چاه     | دبی (لیتر بر ثانیه) | سطح زیر کشت (هکتار) |
| --------------- | ----------------------- | --------------- | -------------- | -------------- | ---------------- | ------------------- | ------------------- |
| اغبلاغ قنوتی    | بخش سراجو شهرستان مراغه | اغبلاغ قنوتی    | ۱۹۰            | ۳              | ۱٫۲۰۰۰۰۰۰۴۷۶۸۳۷۲ | ۳                   | ۷                   |
| اغچه دیزج       | بخش سراجو شهرستان مراغه | اغجه دیزج       | ۱۲۰            | ۳              | ۹۰               | ۲٫۵                 | ۲                   |
| اغچه کهل        | بخش سراجو شهرستان مراغه | اغچه کهل        | ۲۷۰            | ۵              | ۹۰               | ۳                   | ۱۰                  |
| اوخچی           | بخش سراجو شهرستان مراغه | اوخچی           | ۱۸۰            | ۳              | ۱۰۰              | ۲                   | ۱۰                  |
| بلوک‌آباد        | بخش سراجو شهرستان مراغه | بلوک‌آباد        | ۹۰             | ۳              | ۱۰۰              | ۲                   | ۵                   |
| تازه کندعلی‌آباد | بخش سراجو شهرستان مراغه | تازه کندعلی‌آباد | ۱۳۰۰           | ۱۲             | ۴                | ۸                   | ۳۵                  |
| جیران سفلی      | بخش سراجو شهرستان مراغه | جیران سفلی      | ۲۵۰            | ۳              | ۱۱۰              | ۲٫۵                 | ۴                   |
| جیران علیا      | بخش سراجو شهرستان مراغه | جیران علیا      | ۱۵۰            | ۵              | ۱٫۲۰۰۰۰۰۰۴۷۶۸۳۷۲ | ۱٫۵                 | ۱۲                  |
| حاجی کنه        | بخش سراجو شهرستان مراغه | حاجی کنه        | ۱۵۰            | ۵              | ۱۰۰              | ۲                   | ۵                   |
| خلیفه کندی      | بخش سراجو شهرستان مراغه | خلیفه کندی      | ۱۷۰            | ۵              | ۱٫۱۰۰۰۰۰۰۲۳۸۴۱۸۶ | ۴                   | ۱۰                  |
| سرکارآباد       | بخش سراجو شهرستان مراغه | سرکارآباد       | ۱۵۰            | ۳              | ۱۰۰              | ۱٫۵                 | ۱۰                  |
| سرکارآباد سفلی  | بخش سراجو شهرستان مراغه | سرکارآباد سفلی  | ۱۳۰            | ۳              | ۱۰۰              | ۱                   | ۵                   |
| علی‌آباد         | بخش سراجو شهرستان مراغه | علی‌آباد         | ۱۰۰۰           | ۲۷             | ۱۳               | ۴                   | ۱۴                  |
| قراج قیه        | بخش سراجو شهرستان مراغه | قراج قیه        | ۱۷۰            | ۴              | ۱٫۱۰۰۰۰۰۰۲۳۸۴۱۸۶ | ۳                   | ۱۰                  |
| قم تپه          | بخش سراجو شهرستان مراغه | قم تپه          | ۱۳۰            | ۴              | ۱٫۲۰۰۰۰۰۰۴۷۶۸۳۷۲ | ۳                   | ۱۵                  |
| محسن‌آباد        | بخش سراجو شهرستان مراغه | محسن‌آباد        | ۲۰۰            | ۳              | ۹۰               | ۱٫۵                 | ۷                   |
| مروق            | بخش سراجو شهرستان مراغه | مروق            | ۵۰             | ۱۰             | ۱۵               | ۱٫۵                 | ۳                   |
| چلان سفلی       | بخش سراجو شهرستان مراغه | چلان سفلی       | ۱۰۰            | ۳              | ۱٫۵              | ۳                   | ۱۰                  |
| کرج‌آباد         | بخش سراجو شهرستان مراغه | کرج‌آباد         | ۲۲۰            | ۶              | ۶                | ۵                   | ۰                   |
| کل کند          | بخش سراجو شهرستان مراغه | کل کند          | ۱۲۰            | ۳              | ۱۰۰              | ۲                   | ۸                   |
| گل              | بخش سراجو شهرستان مراغه | گل              | ۱۵۰            | ۴              | ۱۰۰              | ۵                   | ۲۵                  |
| گل تپه          | بخش سراجو شهرستان مراغه | گل تپه          | ۱۸۰            | ۶              | ۹۰               | ۲                   | ۱۱                  |